# École normale Laval
L'École normale Laval est une école normale québécoise située à Québec et ayant existé de 1856 à 1970.

## Histoire
En avril 1856, la Chambre d'assemblée du Bas-Canada adopte une loi créant les écoles normales. L'École normale Laval est créée le 6 octobre 1856 par un règlement de Pierre-Joseph-Olivier Chauveau, alors surintendant de l'éducation du Bas-Canada. Son objectif est de former les enseignants francophones des districts bas-canadiens à l'est de Trois-Rivières. Les femmes n'y ont pas accès et étudient plutôt au monastère des Ursulines de Québec. Un cursus d'une année permet d'obtenir un diplôme d'enseignement dans une école élémentaire et un cursus de deux ans dans une école-modèle.
De 1857 à 1892, l'École est située au château Haldimand. Elle est ensuite hébergée temporairement au séminaire de Québec jusqu'en 1900. Elle déménage ensuite à l'ancienne villa de Guillaume-Eugène Chinic sur le chemin Sainte-Foy. L'édifice rehaussé d'un étage et agrandi sur les côtés. Vers 1960, le bâtiment est détruit pour faire place à l'école secondaire Joseph-François-Perrault. L'École normale déménage donc une dernière fois, à l'emplacement actuel du Cégep Garneau. En 1970, la formation des enseignants passe à la Faculté des sciences de l'éducation de l'Université Laval.